# Colom imperial de les Fiji
El colom imperial de les Fiji (Ducula latrans) és una espècie d'ocell de la família dels colúmbids (Columbidae) que habita els boscos de les Illes Fiji.

## Descripció
El colom imperial de les Fiji és frugívor, s'alimenta de grans fruits de la Cananga, Dysoxylum i Myristica (nou moscada). S'alimenta sol o en parelles, ocasionalment en petits grups en arbres fruiters. L'època de reproducció és de maig a gener, amb un sol ou posat en un niu de branques. Aquests ocells solen fer entre 40 i 44 cm. Les parts superiors són grises. Les ales superiors i la cua superior són d'un to marró més fosc. Té el bec negre i els ulls són morats i vermells. La caça i la interferència humana han posat en perill l'hàbitat d'aquest ocell, cosa que està provocant un descens de la seva població.